# 하정웅
하정웅(河正雄, 1939년 11월 3일~)은 대한민국의 미술컬렉터, 평론가, 사업가이다.
40년간 수집한 1만여 점의 미술품을 공공미술관에 기부했으며, 대한민국 최초로 공공미술관을 순수 개인이 수집한 작품으로 세웠다.

## 약력
- 1993년 10월 8일 - 광주시립미술관 하정웅컬렉션 상설전시관 개관
- 1995년 5월 10일 - 제1회 광주비엔날레 조직위원회 명예위원
- 1996년 9월 25일 - 재일 한국인 문화예술협회 제3대 회장취임
- 1996년 10월 1일 - 제2회 광주비엔날레 조직위원회 해외 명예위원 위촉
- 2000년 2월 17일 - 2000광주비엔날레 명예홍보대사 위촉 및 기획전시 위원위촉
- 2001년 9월 5일 - 광주시립미술관 명예관장으로 위촉[4]
- 2003년 7월 21일 - 조선대학교 미술학 명예박사학위 수여[5]
- 2007년 3월 31일 - 영암군 홍보대사 위촉
- 2012년 2월 - 수림문화재단 이사장 위촉
- 2012년 3월 8일 - 부산시립미술관 하정웅 조각상 제막
- 2012년 4월 30일 - 광주광역시 중외공원 내 ‘하정웅 명예도로’ 명명[6]

## 기증활동
- 1993년- 광주시립미술관에 미술작품 212점 기증[7]
- 1998년- 광주광역시 5.18성지에 느티나무 200그루 식수
- 1999년- 광주시립미술관에 미술작품 471점 제2차 기증[8]
- 2003년- 광주시립미술관에 미술작품 1,182점 제3차 기증[9]
- 2008년- 광주시각자애인협회 주차용 회관 토지 구입 기부(66.2m2)
- 2008년- 영암군(727점), 조선대학교(72점) 도갑사(42점)에 작품기증[10][11]
- 2008년- 전북도립미술관에 미술작품 122점 기증[12]
- 2008년- 이방자 여사 유품684점, 주일한국대사관문화원에 기증[13]
- 2009년- 전라북도립미술관에 미술작품 124점 제 2차 기증
- 2009년- 대전시립미술관에 미술작품 208점 기증(제2차 6점, 2009.3.21일 기증)[14]
- 2009년- 부산시립미술관에 미술작품 120점 제2차 기증
- 2009년- 부산시립미술관에 미술작품 196점 제3차 기증[15]
- 2010년- 광주시립미술관에 미술작품 357점 제4차 기증 (1~4차 총 2,222점)[16]
- 2011년- 포항시립미술관에 317점 기증[17]

## 상훈
- 1988년- 제9회 맹인 복지의 날 국무총리상
- 1990년- 제11회 한국 맹인 복지의 날 맹인 복지 공로상 제1호
- 1993년- 광주광역시 명예 시민증
- 1994년- 국민훈장 동백장[18]
- 1997년- 서울특별시 명예시민증
- 2009년- 전라북도 명예도민증서, 부산광역시 명예시민증
- 2012년- 보관문화훈장[19]

## 저서
- <나의 두 조국>, 마주한, 2002
- <염원의 미술(일본과 한국, 두 개의 조국을 살다)>, 한일문화교류센터, 2006
- <심검당>, 한얼사, 2010
- <날마다 한 걸음(미술 컬렉터 하정웅 에세이)>, 메디치, 2014

## 직책
- (재)수림문화재단 이사장
- 광주시립미술관 명예관장
- (주)가와 대표이사
- 재일한국인문화 예술협회 제3대 회장
- 한국 민단 21세기위원회 위원